# Eurolines

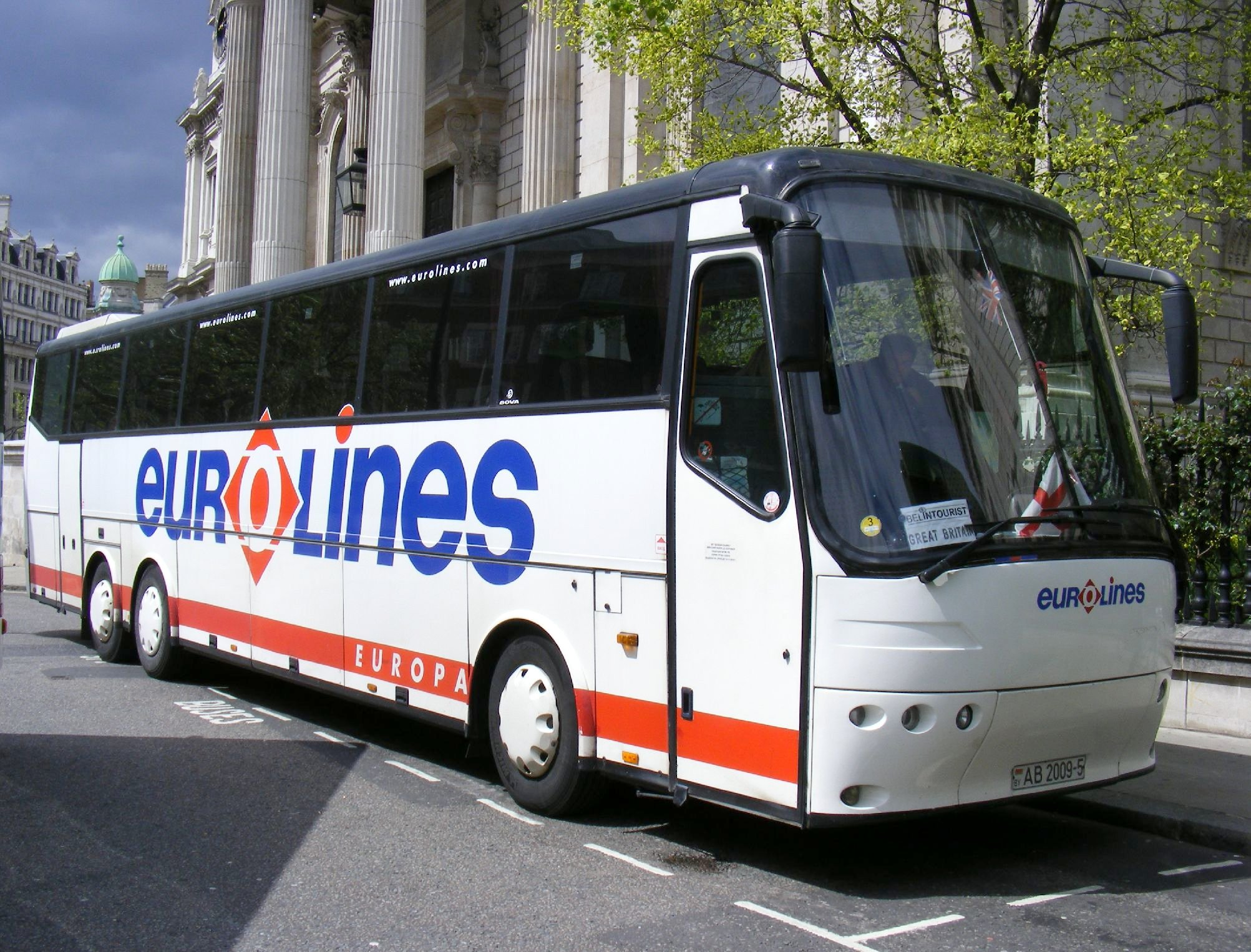
Car Eurolines.

Eurolines est une ancienne société filiale de Transdev puis de Flixbus spécialisées dans le transport de passagers en car.

## Histoire
Créée en 1985 par le regroupement de 29 entreprises indépendantes, dont la société française Veolia Transport en assurait l'organisation en Belgique, en France, aux Pays-Bas et au Portugal avant la fusion avec le groupe Transdev en 2011.
Elle dessert, avec ses partenaires ou filiales en Espagne, en Pologne, en République tchèque ou en Serbie, un grand nombre de destinations en Europe et au Maroc[source insuffisante]. La marque Eurolines est utilisée également par des partenaires comme National Express au Royaume-Uni ou SP Lasta en Serbie ou Deutsche Touring GmbH en Allemagne ou en Suisse Alsa+Eggmann. En République tchèque, la marque Eurolines est exploitée conjointement par Véolia et Touring[source insuffisante].
Le 4 mars 2019, Transdev annonce être entré en négociations exclusives avec Flixbus afin de lui céder l'entreprise Eurolines.
Le 30 avril 2019, Eurolines-Isilines est racheté officiellement par FlixBus. Ce rachat porte sur les activités d'Eurolines en France, aux Pays-Bas, en Belgique, en République Tchèque et en Espagne. Avec ce rachat, cela réduit à deux opérateurs le marché français des transports par car de passager en longue distance : l’allemand FlixBus, et le français Ouibus (devenu en 2019 BlaBlaBus)[source insuffisante].
En juin 2020, Flixbus ambitionne de demander la liquidation judiciaire d'Eurolines. Une telle décision entraînerait le licenciement de plus d'une centaine de salariés qui subissent la stratégie de Flixbus de démanteler un concurrent pour se laisser le champ libre sur le marché. Sur les 115 salariés que compte Eurolines, 70 font déjà l'objet d'un PSE. Les 45 autres vont donc devoir quitter l'entreprise avec le minimum légal d'indemnités une fois sa liquidation prononcée. 
La liquidation judiciaire est prononcée le 26 juin 2020.
Eurolines cesse l'ensemble de ses activités le 24 juillet 2020.

## Activité, rentabilité, effectif
|                                          | 2015 | 2016  | 2017 | 2018 |
| ---------------------------------------- | ---- | ----- | ---- | ---- |
| Chiffre d'affaires en millions d'euros   | 38   | 38    | 35   | 49   |
| Résultat net en millions d'euros (+ou -) | -8,9 | -28,3 | -17  | -14  |
| Effectif moyen annuel                    | 170  | 159   | 158  | 149  |

## Lignes internationales

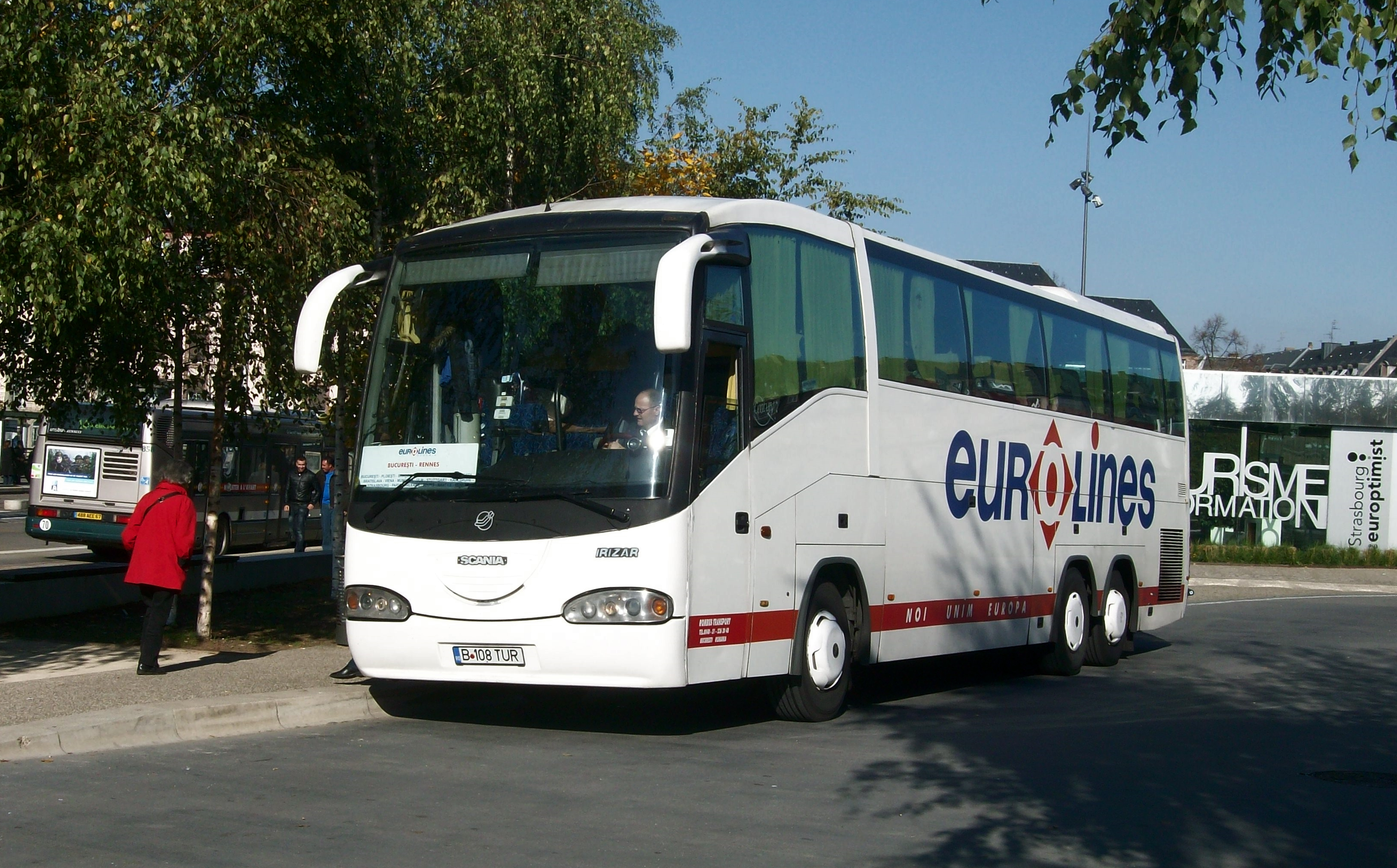
Autocar Eurolines à Strasbourg.

Eurolines assure des dessertes internationales dans la majorité des pays d'Europe et au Maroc :

Allemagne · Autriche · Belgique · Biélorussie · Bosnie-Herzégovine · Bulgarie · Croatie · Danemark · Espagne · Estonie ·  France · Grèce · Hongrie · Irlande · Italie · Lettonie · Lituanie · Luxembourg · Macédoine · Maroc · Moldavie · Pays-Bas · Pologne · Portugal · Roumanie · Royaume-Uni · Serbie · Slovaquie · Slovénie · Suède · Suisse · République tchèque.
Certaines destinations ne sont pas assurées toute l'année.

## Lignes nationales en France
En 2011, elle a commencé à assurer en France des dessertes interrégionales[source insuffisante] avec les lignes : 
- Rennes - Paris (AR)
- Bordeaux - Paris (AR)
- Strasbourg - Paris (AR)
- Lyon - Paris (AR)
- Paris - Lille (AR)
- Marseille - Lyon (AR)
- Montpellier - Lyon (AR)
- Grenoble - Strasbourg (AR)
- Angers - Paris (AR)

En 2015, d'autres gares routières sont ajoutées au réseau, comme la gare routière de Toulouse, mais c'est surtout Isilines, autre filiale de Transdev, qui opère la majorité des liaisons interrégionales.